# Kabinetten-Rouvier
Dit artikel geeft een overzicht van alle ministers die actief waren tijdens de regeerperiode van Kabinet-Rouvier

## Kabinet-Rouvier I (30 mei-12 december1887)
- Maurice Rouvier – President van de Raad (premier) en minister van Financiën
- Émile Flourens – Minister van Buitenlandse Zaken
- Théophile Adrien Ferron – Minister van Defensie
- Armand Fallières – Minister van Binnenlandse Zaken
- Charles Mazeau – Minister van Justitie en Grootzegelbewaarder
- Édouard Barbey – Minister van Marine en Koloniën
- Eugène Spuller – Minister van Onderwijs, Schone Kunsten en Kerkelijke Zaken
- François Barbé – Minister van Landbouw
- Severiano de Heredia – Minister van Openbare Werken
- Lucien Dautresme – Minister van Handel en Industrie

Wijzigingen
- 30 november 1887 – Armand Fallières volgt Mazeau op als interim minister van Justitie, hij blijft ook minister van Binnenlandse Zaken.

## Kabinetten-Rouvier II en III (24 januari1905-13 maart1906)
- Kabinet-Rouvier II: 24 januari 1905 - 18 februari 1906
- Kabinet-Rouvier III: 18 februari - 13 maart 1906

- Maurice Rouvier - President van de Raad en minister van Financiën
- Théophile Delcassé - Minister van Buitenlandse Zaken
- Maurice Berteaux - Minister van Defensie
- Eugène Étienne - Minister van Binnenlandse Zaken
- Joseph Chaumié - Minister van Justitie en Grootzegelbewaarder
- Gaston Thomson - Minister van Marine
- Jean-Baptiste Bienvenu-Martin - Minister van Onderwijs, Schone Kunsten en Kerkelijke Zaken
- Joseph Ruau - Minister van Landbouw
- Étienne Clémentel - Minister van Koloniën
- Armand Gauthier de l'Aude - Minister van Openbare Werken
- Fernand Dubief - Minister van Handel, Industrie, Posterijen en Telegrafie

Wijzigingen
- 6 juni 1905 - Rouvier volgt Delcassé op als minister van Buitenlandse Zaken.
- 17 juni 1905 - Pierre Merlou volgt Rouvier op als minister van Financiën.
- 12 november 1905 - Eugène Étienne volgt Berteaux op als minister van Defensie. Fernand Dubief volgt Étienne als minister van Binnenlandse Zaken. Georges Trouillot volgt Dubief op als minister van Handel, Industrie, Posterijen en Telegrafie.